# Propagande des États-Unis
 (septembre 2008).
Si vous disposez d'ouvrages ou d'articles de référence ou si vous connaissez des sites web de qualité traitant du thème abordé ici, merci de compléter l'article en donnant les références utiles à sa vérifiabilité et en les liant à la section « Notes et références ».

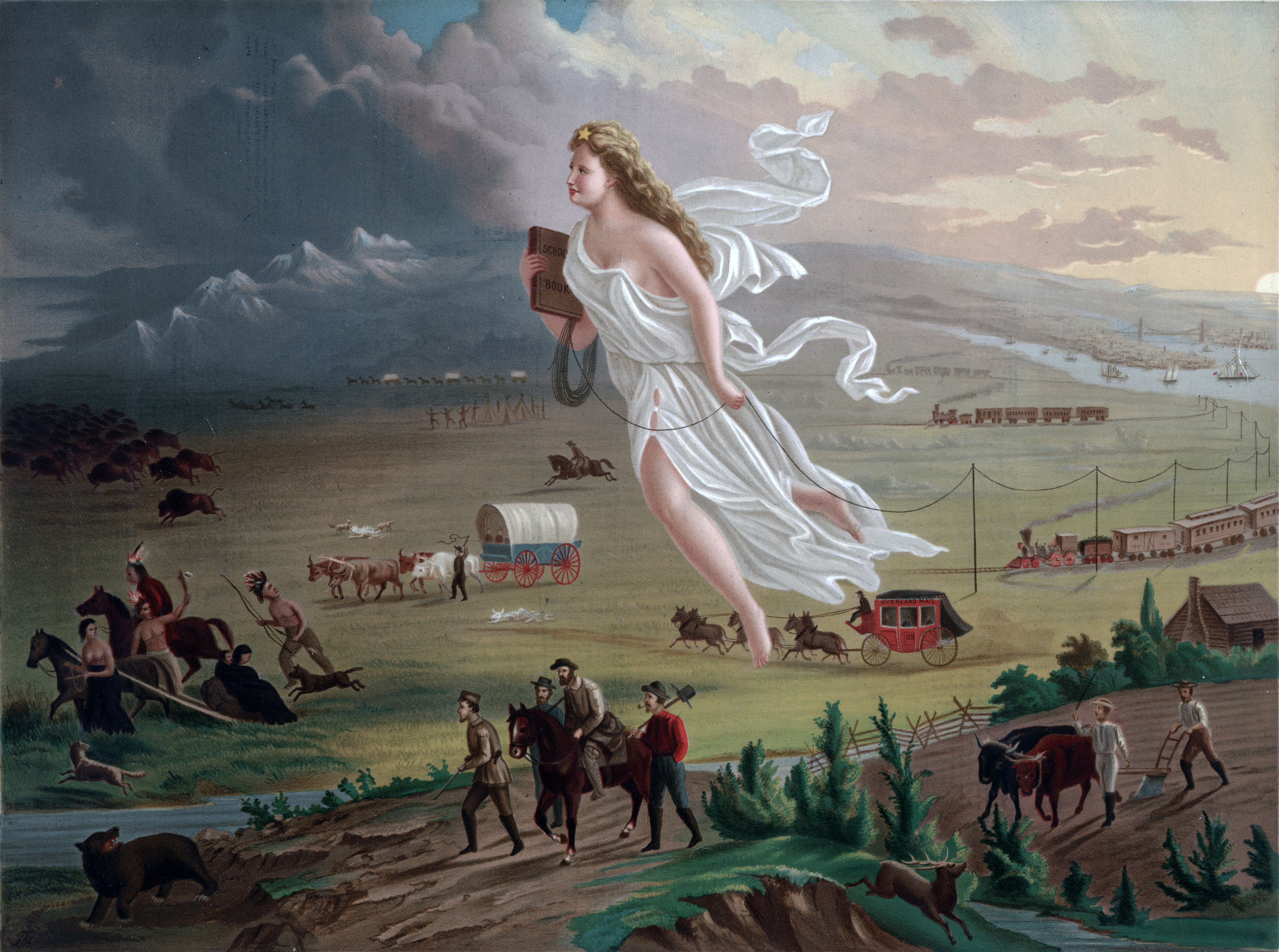
American Progress de John Gast, vers 1872, représentation allégorique de la « Destinée manifeste ».

Les actions de propagande des États-Unis jalonnent l'histoire de ce pays, depuis la « Conquête de l'Ouest »[réf. nécessaire] jusqu'à la récente « guerre contre le terrorisme ».
Certains emblèmes restent à peu près constants : Oncle Sam ou Columbia.

## Personnages de propagande

Uncle Sam (Oncle Sam).

Ces figures sont des personnages conceptuels : elles représentent une idée, et ne sont pas inspirés par un individu ayant réellement existé.

### Oncle Sam
Oncle Sam, figure allégorique utilisée pour appeler à s'engager dans l'armée, ou à soutenir l'effort de guerre.

### Columbia
Columbia est le pendant féminin d'Oncle Sam.

## Organes de propagande
- Voice of America
- Radio Free Asia, financée par le congrès des États-Unis
- Radio Free Europe/Radio Liberty (RFE/RL), financée par le congrès des États-Unis

## Histoire

### Conquête de l'Ouest
Lors de la conquête de l'Ouest, la « Destinée manifeste » était un des principaux outils de la propagande du gouvernement. Elle utilise une notion de mission divine de répandre la démocratie et la civilisation vers l'Ouest, les Amérindiens n'étant pour la population venue d'Europe pas une population civilisée.[réf. nécessaire]. Elle a été utilisée en particulier par le gouvernement du président James K. Polk, à partir de 1845, pour inciter à la conquête de l'Ouest jusqu'à l'Océan Pacifique.
Sur certaines représentations, comme dans la peinture American Progress de John Gast, Columbia est la personnification du Progrès aux États-Unis du XIXe siècle, porte la lumière de la civilisation à l'Ouest avec les colons américains.

### Seconde Guerre mondiale

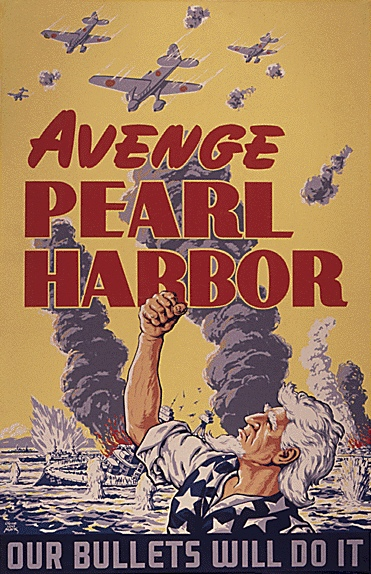
Oncle Sam demandant la vengeance pour l'attaque de Pearl Harbor.

La propagande lors de la Seconde Guerre mondiale appelle la population à soutenir l'effort de guerre. Les héros de bande dessinée célèbres tels que Popeye le marin et Superman sont utilisés dans des dessins animés de propagande militaire. Les ennemis d'alors, Allemagne nazie et Japon, sont caricaturés, avec une composante raciste envers les Japonais. Durant cette période, le régime nazi a interdit toute production cinématographique américaine dans les pays qu'il occupait.
La radio Voice of America diffusait la perception américaine sur la guerre.

### Guerre froide
À la fin de la Seconde Guerre mondiale, lors de la guerre froide, une lutte de propagande acharnée commence entre les pays du Bloc de l'Est, communistes en Europe de l'Est et Asie et les pays de l'OTAN, capitalistes, en Europe de l'Ouest et Amérique du Nord pour étendre l'influence idéologique.

#### Opération Northwoods
En 1962, l'Opération Northwoods était un projet d'opération sous faux pavillon (false flag) qui n'a pas dépassé le stade de la planification. Pour justifier et soutenir une agression militaire de Cuba, cette opération prévoyait des actions de propagande et d'intoxication de l'opinion publique américaine. Étaient envisagés à cette fin des attentats terroristes sur le territoire des États-Unis.

#### Guerre du Vietnam
La guerre du Vietnam coïncide avec l'arrivée des médias de masse, ils servent de propagande au gouvernement américain pour l'entrée en guerre avec le Vietnam.

### Après la guerre froide

#### Casus belli concernant l'Irak en 2002

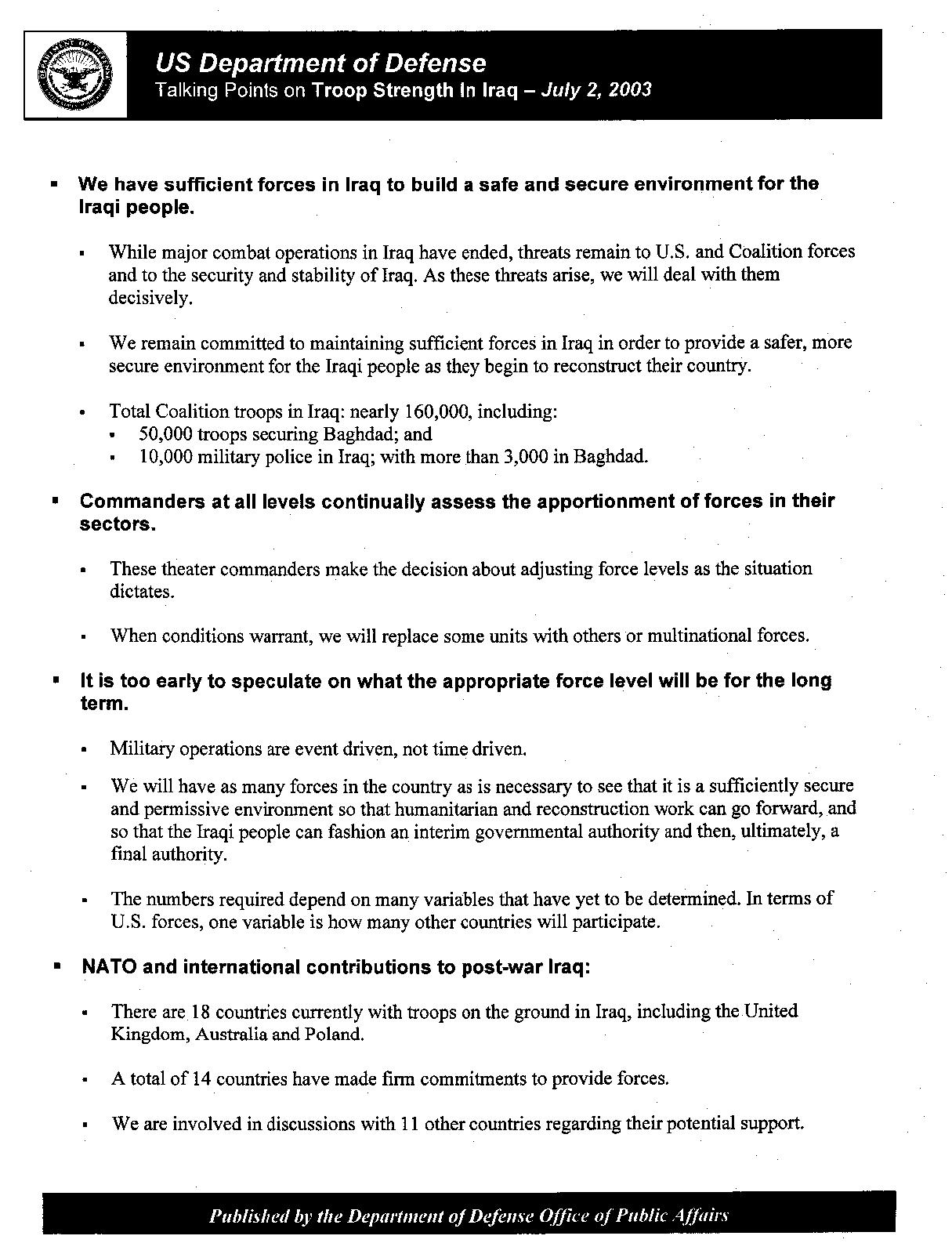
Exemple d'argumentaire remis aux analystes avant leurs émissions : les éléments de discours à placer dans l'échange y sont rappelés précisément.

Au début de l'année 2002, le DoD (département de la Défense américain) a lancé une opération d'information domestique. Le but de cette opération était de « déployer l'argumentation de l'Administration au travers de briefings télévisés délivrés par des commandants de l'armée à la retraite, dans les émissions télévisées du cable et de la diffusion hertzienne », alors que ces intervenants avaient été présentés comme des analystes indépendants.
Lire l'article en anglais Pentagon military analyst program.
Cette manipulation gouvernementale visait, bien entendu, à fournir des arguments visant à tourner l'opinion publique en faveur du déclenchement de l'invasion de l'Irak, dans un contexte de débats continuels sur le plan politique entre les Doves et les Hawks.
Après la révélation par le New York Times, le 22 mai 2008, de l'existence de ce programme de type belliciste, la Chambre des représentants a légiféré pour interdire de telles pratiques au pouvoir exécutif.

#### Journalistes embarqués

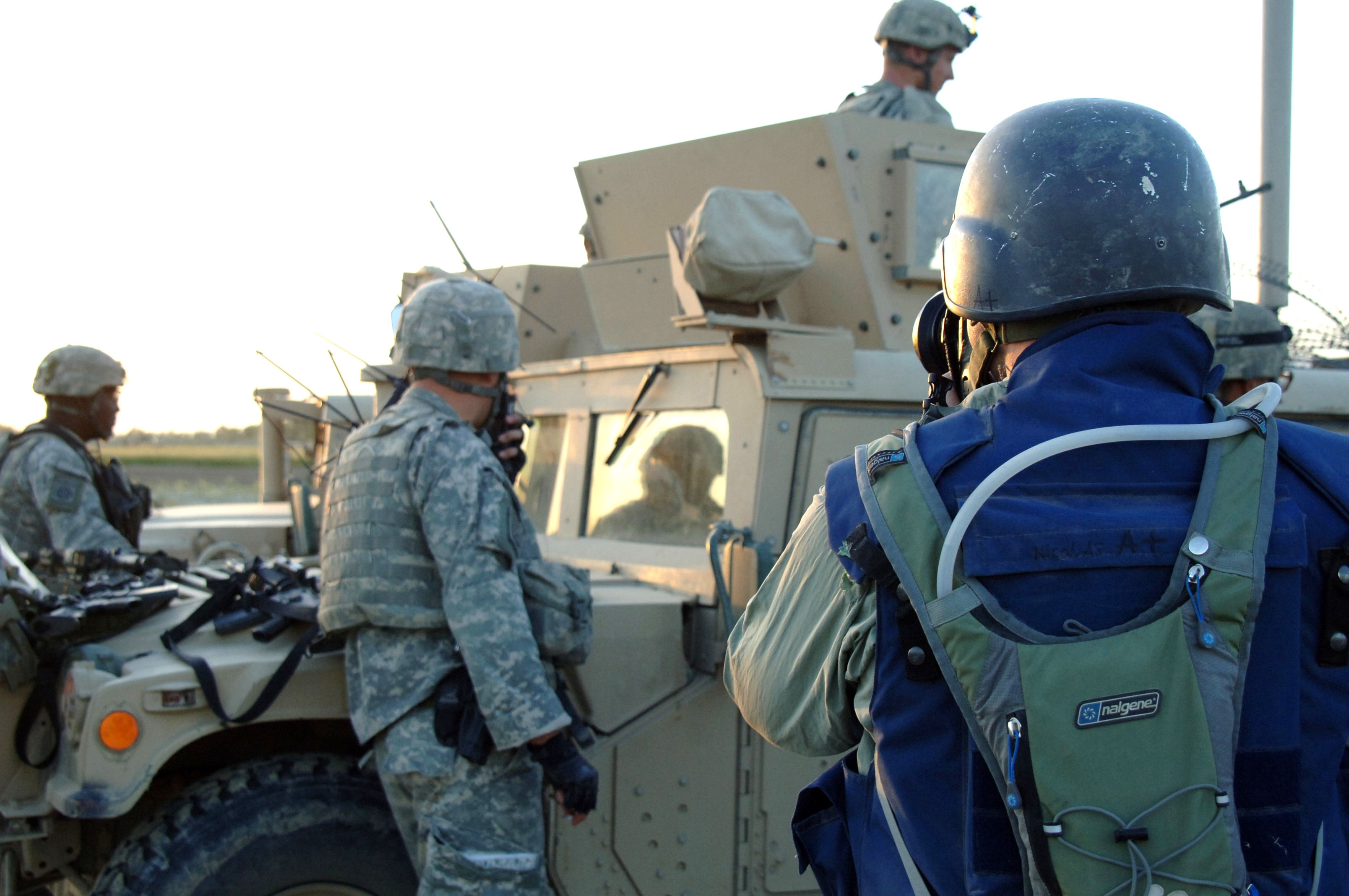
Journaliste civil prenant des photos de soldats US pendant une intervention à Panama en 2007.

Durant l'invasion d'Irak  en 2003, les journalistes embarqués (embedded journalism), c'est-à-dire véhiculés par l'armée, soumettent leurs images au contrôle de l'armée. À ce titre, la question de leur indépendance est mise en cause par l'existence de ces rapports.

### Documentaire
- 2007 : Hollywood et les Arabes
- 2018 : Mission France, la croisade de l'abondance